# Ribemont Communal Cemetery Extension
Ribemont Communal Cemetery Extension is een begraafplaats gelegen in de Franse plaats Ribemont (Somme). De militaire graven worden onderhouden door de Commonwealth War Graves Commission.
De begraafplaats telt 462 geïdentificeerde Gemenebest graven uit de Eerste Wereldoorlog.